# 블랑카 게라
블랑카 게라(Blanca Guerra, 1953년 1월 10일 ~ )는 멕시코의 배우이다. 아리엘상 여우주연상 3회(1987, 1988, 1999) 수상자이다.

## 출연 작품
- 에스메랄다의 상자 (2008)
- 니나스 말 (2007)
- 빈민금지구역 라조나 (2007)
- 밤의 여왕(영어판) (1994)
- 긴급 명령 (1994)
- 시작과 끝 (1993)
- 성스러운 피 (1989)
- 불사신 워커 (1987)
- 이별의 바캉스 (1986)
- 운의 왕국 (1986)
- 황금 계곡의 비밀 (1982)